# Pedro Antonio Moreno
Pedro Antonio Moreno (Villa de Las Rosas, 28 de junio de 1894-Buenos Aires, 27 de enero de 1962) fue un militar y político argentino, perteneciente al Ejército, que alcanzó la jerarquía de teniente primero. Se desempeñó como gobernador del Territorio Nacional del Neuquén entre 1926 y 1929.

## Biografía
Nació en Villa de Las Rosas (provincia de Córdoba) en 1894. Ingresó al Ejército Argentino en 1910, egresando del Colegio Militar de la Nación como subteniente. Pasó a retiro con el grado de teniente primero.
Tras retirarse de la carrera militar inició su actuación política en el seno de la Unión Cívica Radical. En las elecciones legislativas de 1922 fue elegido diputado nacional por Córdoba, completando su período en 1926.
En mayo de 1926, el presidente Marcelo Torcuato de Alvear lo designó gobernador del Territorio Nacional del Neuquén. En su gestión, mejoraron las comunicaciones con nuevas estafetas postales y telegráficas, otorgó títulos de propiedad, se construyeron puentes y se realizaron obras de irrigación y sanitarias. También intervino la municipalidad de la capital territorial en 1926. Fue sucedido por cuatro gobernadores interinos entre enero de 1929 y septiembre de 1930.
Tras su retiro, se dedicó a la escritura, publicando en 1941 Argentina-Chile, las provincias unidas de Suramérica. Falleció en Buenos Aires en enero de 1962.
Una calle de la ciudad de Neuquén lleva su nombre.